# 10950 Albertjansen
10950 Albertjansen eller 4049 P-L är en asteroid i huvudbältet som upptäcktes den 24 september 1960 av den nederländsk-amerikanske astronomen Tom Gehrels och det nederländska astronomparet Ingrid van Houten-Groeneveld och Cornelis Johannes van Houten vid Palomarobservatoriet. Den är uppkallad efter Albert Jansen.
Asteroiden har en diameter på ungefär 8 kilometer.